# Île Aragnon
L'île Aragnon est un îlot de mer Méditerranée appartenant administrativement à Sausset-les-Pins.
Il s'agit d'un amas rocheux.
Le site est surtout connu des pratiquants de plongée sous-marine.